# Сан Салвадор де Хухуј
Сан Салвадор де Хухуј (шп. San Salvador de Jujuy) је град у Аргентини у покрајини Хухуј. Према процени из 2005. у граду је живело 253.053 становника.

## Становништво
Према процени, у граду је 2005. живело 253.053 становника.
| 1980.   | 1991.   | 2001.   |
| ------- | ------- | ------- |
| 124.950 | 178.748 | 231.229 |